# Дівчата з Рошфора
«Дівчата з Рошфора» (фр. «Les Demoiselles de Rochefort») — французький музичний комедійний кінофільм 1967 року, знятий режисерами Жаком Демі та Аньєс Варда, з Катрін Денев і Франсуазою Дорлеак у головних ролях.

## Сюжет
Дія фільму відбувається у невеликому приморському французькому містечку Рошфор протягом кількох днів, коли там відбувається ярмарок. Події розгортаються на площі, в музичному магазині та кафе, яким володіє мадам Івон Гарньє. Її дочки Дельфін та Соланж Гарньє заробляють на життя уроками музики та танців. Вони шукають своє кохання і мріють виїхати з провінції до столиці.
З Парижа до Рошфору приїжджає Сімон Дам і відкриває музичний магазин. Багато років тому він був закоханий в Івонн, але обставини змусили їх розлучитися. Соланж звертається до нього із проханням допомогти їй із музичною кар'єрою. Дам близько знайомий з американським продюсером Енді Міллером, який гостює на ярмарку. Сестри знайомляться з молодими людьми Етьєном та Біллом, які запрошують їх виступити у шоу на ярмарку. Ярмарок скоро закриється, у сестер Гарньє зовсім небагато часу, щоб влаштувати своє життя і знайти кохання.

## У ролях
- Катрін Денев — Дельфін Гарньє
- Франсуаза Дорлеак — Соланж Гарньє
- Джин Келлі — Енді Міллер
- Жак Перрен — Максанс
- Джордж Чакіріс — Етьєн
- Гроувер Дейл — Білл
- Мішель Пікколі — Сімон
- Жак Ріберолль — Гійом Лансьє
- Даніель Дар'є — Івонн Гарньє
- Женев'єв Теньє — Жозетт
- Анрі Кремйо — роль другого плану
- Памела Харт — Джудіт
- Леслі Норт — Естер
- Рене Базар — роль другого плану
- Вероніка Дювал — роль другого плану
- П'єр Кадан — роль другого плану
- Джейн Дарлінг — роль другого плану
- Джон Макдональд — роль другого плану
- Джеррі Менлі — роль другого плану
- Коннел Майлз — роль другого плану
- Ромуальд — роль другого плану
- Жак Рево — роль другого плану
- Дороте Бланк — роль другого плану
- Венді Беррі — роль другого плану
- Джонні Грінланд — роль другого плану
- Боб Хоу — роль другого плану
- Тоні Меннінг — роль другого плану
- Елбін Пейрнік — роль другого плану
- Жорж Бланесс — роль другого плану
- Даніель Галль — роль другого плану
- Ліліана де Кермадек — роль другого плану
- Аньєс Варда — роль другого плану

## Знімальна група
- Режисери — Жак Демі, Аньєс Варда
- Сценаристи — Жак Демі, Джуліан Мур
- Оператор — Гіслен Клоке
- Композитор — Мішель Легран
- Продюсери — Маг Бодар, Жільбер де Гольдшмідт